# IFPI Norge
Die IFPI Norge ist eine interprofessionelle Organisation, die die Interessen der norwegischen Musikindustrie vertritt. Gegründet wurde der Verband im Jahr 1939 und ist Mitglied der International Federation of the Phonographic Industry. Aufgaben des Verbandes ist die Zusammenstellung der norwegischen Musikcharts, die Rechtevertretung sowie die Vergabe von Musikauszeichnungen für Alben, Singles und Videoalben.

## Verleihungsgrenzen der Tonträgerauszeichnungen
| Auszeichnung | bis 31. Dezember 1976 | 1. Januar 1977 bis 31. Dezember 1992 | 1. Januar 1993 bis 30. Juni 2002 | 1. Juli 2002 bis 31. Dezember 2006 | 1. Januar 2007 bis 31. Dezember 2017 | seit 1. Januar 2018 |
| ------------ | --------------------- | ------------------------------------ | -------------------------------- | ---------------------------------- | ------------------------------------ | ------------------- |
| Silber       | 20.000                | 25.000                               | —                                | —                                  | —                                    | —                   |
| Gold         | 40.000                | 50.000                               | 25.000                           | 20.000                             | 15.000                               | 10.000              |
| Platin       | —                     | 100.000                              | 50.000                           | 40.000                             | 30.000                               | 20.000              |
| 2× Platin    | —                     | 200.000                              | 100.000                          | 80.000                             | 60.000                               | 40.000              |
| …            |                       |                                      |                                  |                                    |                                      |                     |

| Auszeichnung | bis 31. Dezember 1991 | 1. Januar 1992 bis 30. Juni 2002 | 1. Juli 2002 bis 31. Dezember 2014 | 1. Januar 2015 bis 31. Dezember 2017 a | seit 1. Januar 2018 |
| ------------ | --------------------- | -------------------------------- | ---------------------------------- | -------------------------------------- | ------------------- |
| Silber       | 25.000                | —                                | —                                  | —                                      | —                   |
| Gold         | 50.000                | 10.000                           | 5.000                              | 20.000                                 | 30.000              |
| Platin       | 100.000               | 20.000                           | 10.000                             | 40.000                                 | 60.000              |
| 2× Platin    | 200.000               | 40.000                           | 20.000                             | 80.000                                 | 120.000             |
| …            |                       |                                  |                                    |                                        |                     |

| Auszeichnung | bis 3. Juni 2020 b |
| ------------ | ------------------ |
| Gold         | 5.000              |
| Platin       | 10.000             |
| 2× Platin    | 20.000             |
| …            |                    |

| Auszeichnung | Mai 2013 bis Januar 2014 |
| ------------ | ------------------------ |
| Gold         | 1.500.000                |
| Platin       | 3.000.000                |
| 2× Platin    | 6.000.000                |
| …            |                          |